# Gerd Runck
Gerd Runck (* 9. Oktober 1929 in Godramstein, heute Landau; † 25. Juli 2012 in Landau in der Pfalz) war von Beruf Kaufmann und wurde in der Pfalz als Mundartdichter bekannt. Mehrere Dutzend Preise gewann er bei Mundartwettbewerben, allein mehr als 30 beim Mundartdichterwettstreit in Bockenheim.

## Würdigung
Sein Schaffen und seine Person werden beschrieben als
kunstfertig und penibel,
dickköpfig und flexibel,
schlagfertig, gewitzt und sensibel.

## Werke

### Bücher (Auswahl)
- E bissel mol gucke. 1980
- Du un ich – un mier zwää. 1982
- E bissel mol horche. 1983
- Fallobst: mit und ohne Sti(e)l; gereimte Ungereimtheiten. 1998

### Sonstige
Zahlreich sind seine Veröffentlichungen in Zeitungen, Zeitschriften, Kalendern, Heimatjahrbüchern und Anthologien.

## Auszeichnungen
- Mehr als 30 Preise beim Pfälzischen Mundartdichterwettstreit in Bockenheim, darunter
  - 5 Siege
  - 4 zweite Plätze
  - 5 dritte Plätze
  - 2003 Preis der Emichsburg
- Zahlreiche weitere vordere Ränge bei anderen Wettbewerben